# هاکان اوزمرت
هاکان اوزمرت (انگلیسی: Hakan Özmert؛ زادهٔ ۳ ژوئن ۱۹۸۵) بازیکن فوتبال اهل فرانسه است.
از باشگاه‌هایی که در آن بازی کرده‌است می‌توان به باشگاه ورزشی ساکاریاسپور، باشگاه فوتبال سیواس‌اسپور، باشگاه فوتبال کاردمیر قره‌بوک‌اسپور، باشگاه فوتبال آنتالیااسپور، باشگاه فوتبال استانبول باشاک‌شهر، باشگاه فوتبال قاسم‌پاشا اسپور، و باشگاه فوتبال اردواسپور اشاره کرد.
وی همچنین در تیم‌های ملی فوتبال جوانان ترکیه، و جوانان ترکیه، و Turkey national under-19 football team بازی کرده‌است.